# Richard tom Dieck
Johann Heinrich Richard tom Dieck (* 9. November 1862 in Oldenburg, Großherzogtum Oldenburg; † 8. Januar 1943 ebenda) war ein deutscher Maler und Konservator.

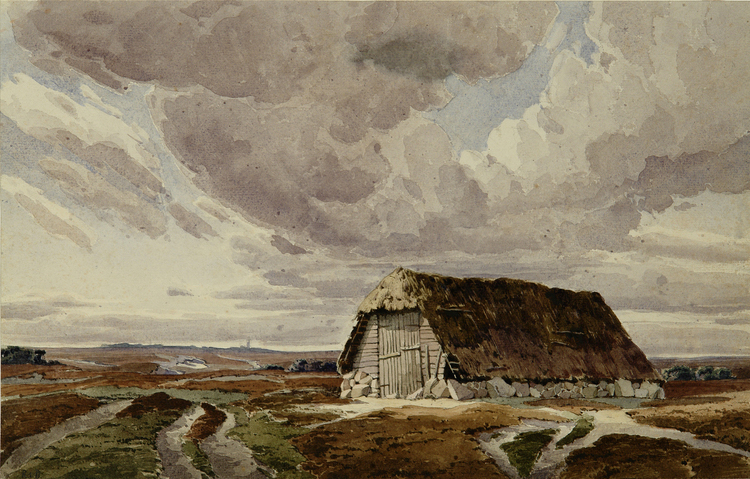
Richard tom Dieck:
Heidelandschaft mit Schafskoven
(Aquarell/Bleistift, ca. 1885)

## Leben
Richard tom Dieck war der Sohn des Oldenburger Kaufmanns Nikolaus Friedrich tom Dieck (1826–1879) und dessen Ehefrau Eleonore tom Dieck, geborene Lange (1831–1906). Er war ein Neffe des Historienmalers August tom Dieck und ein Vetter der Frauenrechtlerin Helene Lange.
Richard tom Dieck erhielt seinen ersten Unterricht an der großherzoglichen Galerie im Augusteum bei deren Konservator Sophus Diedrichs (1817–1893). Bei ihm lernte er Gerhard Bakenhus kennen, mit dem er eine lebenslange Freundschaft schloss. Da ihm infolge der Erkrankung und des Todes seines Vaters ein Kunststudium nicht möglich war, ging er 1880 nach Berlin, um beim Theatermaler Julius Lechner am Opernhaus eine Lehre zum Dekorations- und Theatermaler zu absolvieren. Ausgestattet mit einem Stipendium des Oldenburger Großherzogs Peter II., folgten ab 1881 zwei Jahre im Atelier der renommierten Coburger Theatermaler Max Brückner (1836–1919) und Gotthold Brückner (1844–1892). Deren Bühnenbilderwerkstatt gehörte zu den angesehensten deutschen Ateliers und prägte den Stil der Meininger und Bayreuther Theaterdekorationen wie auch zahlreicher ausländischer Bühnen.
Weitere zwei Jahre verbrachte er in einem Coburger Dekorationsatelier und kehrte 1884 nach Oldenburg zurück. Hier arbeitete er im Atelier von Wilhelm Mohrmann (1849–1934), einer in Norddeutschland sehr bekannten Werkstatt. 1885 war er an der Gestaltung der 7. Oldenburger Gewerbeausstellung beteiligt. An der neu eröffneten Kunstgewerbeschule erteilte er ab 1888 Unterricht und ab 1893 übertrug man ihm die Betreuung der großherzoglichen Gemäldesammlung im Augusteum. Den erforderlichen Unterricht in Historienmalerei erhielt er 1894 an der Königlichen Galerie in Dresden unter der Aufsicht des Direktors Karl Woermann. Ab 1895 oblag ihm die Neuordnung der Bibliotheken und Kunstsammlungen in allen Objekten des Großherzogs. Im Jahre 1900 wurde er zum Konservator der Augusteum-Galerie ernannt.
Tom Dieck gehörte 1904 neben Paul Müller-Kaempff, Bernhard Winter und Gerhard Bakenhus zu den Begründern des Oldenburger Künstlerbundes und war auch Vorstandsmitglied. Neben der geschäftlichen Leitung der Nordwestdeutschen Kunst-Ausstellung Oldenburg 1905 war er hier auch selber mit dem Ölgemälde „Abend in der Heide“ vertreten. Ab 1906 war er zudem auch im Vorstand des Oldenburger Kunstvereins. 1919 wurde er mit der Goldenen Medaille für Wissenschaft und Kunst ausgezeichnet, 1920 trat er in den Ruhestand.
Er widmete sich nun wieder verstärkt der eigenen Malerei und unternahm ausgedehnte Kunstreisen, etwa mit seiner Freundin Anna Martens nach Italien, Paris und Wien. Schwerpunkt seines künstlerischen Werkes war die Landschaft, besonders die Natur um seine Heimatstadt. Richard tom Dieck verstarb kurz nach seinem 80. Geburtstag, seine Urne wurde auf dem Gertrudenfriedhof in Oldenburg beigesetzt. Die Stadt Oldenburg benannte dem Künstler zu Ehren eine Straße nach ihm, die Richard-Tom-Dieck-Straße.

„Für das Oldenburger Kunstleben war er von der Jahrhundertwende bis zum Zweiten Weltkrieg eine unverzichtbare Institution und prägte es durch seine öffentlich wirksamen Aktivitäten.“

## Ausstellungen
- 1932, zum 70. Geburtstag im Augusteum Oldenburg
- 2012, zum 150. Geburtstag: Richard tom Dieck: Mehr als Landschaft – oder: Ein Leben für die Kunst. Ausstellung im Stadtmuseum Oldenburg vom 20. Mai bis 26. August 2012[3]